# Marco Ureña
Pour les articles homonymes, voir Urena.
Marco Danilo Ureña Porras est un footballeur international costaricien né le 5 mars 1990 à San José qui joue au poste d'attaquant au Central Coast Mariners.

## Carrière
Le 12 décembre 2018, il est recruté, tout comme Cristian Martínez, par le Fire de Chicago lors de la MLS Waiver Draft mais décide plutôt de rejoindre Alajuelense dans son pays natal en janvier 2019.
Le 24 mars 2020, il s'engage en faveur du Gwangju FC.

## Palmarès
- LD Alajuelense
  - Champion du Tournoi Apertura 2010

- FC Midtjylland
  - Champion du Danemark en 2015